# رايموند إيبانكس
رايموند إيبانكس (بالفنلندية: Raymond Ebanks)‏ هو مغني فنلندي، ولد في 2 يناير 1969 في لندن في المملكة المتحدة.

## وصلات خارجية
- رايموند إيبانكس على موقع IMDb (الإنجليزية)
- رايموند إيبانكس على موقع ميوزك برينز (الإنجليزية)
- رايموند إيبانكس على موقع ديسكوغز (الإنجليزية)